# Peridermium likiangense
Peridermium likiangense är en svampart som beskrevs av B. Li 1987. Peridermium likiangense ingår i släktet Peridermium och familjen Cronartiaceae.   Inga underarter finns listade i Catalogue of Life.